# Кантеладзе, Пируз Григорьевич
Пируз Григорьевич Кантеладзе (груз. ფირუზ კანთელაძე; 4 января 1949, Тбилиси, СССР — 10 ноября 2019, Тбилиси) — советский футболист, защитник. Мастер спорта (1967).

## Биография
Всю карьеру провёл в высшей лиге чемпионата СССР в составе «Динамо» Тбилиси (1967—1979). За 13 сезонов сыграл за команду 194 матча, но не забил ни одного гола. Провёл 18 игр и забил 1 гол в еврокубках. Забил один гол в победном финале Кубка СССР 1976 года.

## Достижения
- Чемпионат СССР:

Чемпион (1): 1978
Серебряный призёр (1): 1977
Бронзовый призёр (2): 1969, 1976 (осень)
- Кубок СССР:

Обладатель (2): 1976, 1979
- Победитель юношеского чемпионата Европы (1967)
- В списке 33 лучших футболистов сезона (2): 1977, 1978 — № 3